# Bill Schindler
William Lawrence „Bill“ Schindler (* 6. März 1909 in Middletown, New York; † 20. September 1952 in Allentown, Pennsylvania) war ein US-amerikanischer Autorennfahrer.

## Karriere
Bill Schindler war selbst für die hartgesottenen US-amerikanischen Autorennfahrer der 1930er-Jahre ein Phänomen. 1931 begann er mit dem Motorsport und fuhr ab 1934 Midget-Rennen. Er verlor seinen linken Unterschenkel bei einem Rennunfall 1936. Das hinderte ihn jedoch nicht daran, mit einer Prothese weiter Monoposto-Rennen zu fahren.
1940 gewann er die Bronx-Coliseum-Meisterschaft und wurde im selben Jahr Präsident des American-Racing-Driver-Club kurz ARDC genannt. 1940, 1945, 1946 und 1948 gewann er deren Midget-Meisterschaft.
Er bestritt 36 Rennen der AAA-National Serie und gewann in einem Nichels-Offenhauser 1952 in Springfield sein einziges Rennen.
Dreimal war er bei den 500 Meilen von Indianapolis am Start und da dieses Rennen zwischen 1950 und 1960 zur Weltmeisterschaft der Formel 1 gehörte somit auch bei drei WM-Läufen. Im Spitzenfeld konnte er sich nicht platzieren.
Schindler verunglückte 1952 bei einem Sprint-Car-Rennen in Allentown tödlich.

## Statistik

### Indy-500-Ergebnisse
| Jahr | Startnr. | Start | Qual (km/h) | Ergebnis | Runden | Führung | Ausfall       |
| ---- | -------- | ----- | ----------- | -------- | ------ | ------- | ------------- |
| 1950 | 67       | 22    | 213,525     | 26       | 111    |         | Antriebswelle |
| 1951 | 10       | 16    | 215,681     | 13       | 129    |         | Motor         |
| 1952 | 7        | 15    | 217,210     | 14       | 200    |         | –             |

| Legende  | Legende            | Legende                                                          |
| Farbe    | Abkürzung          | Bedeutung                                                        |
| -------- | ------------------ | ---------------------------------------------------------------- |
| Gold     | –                  | Sieg                                                             |
| Silber   | –                  | 2. Platz                                                         |
| Bronze   | –                  | 3. Platz                                                         |
| Grün     | –                  | Platzierung in den Punkten                                       |
| Blau     | –                  | Klassifiziert außerhalb der Punkteränge                          |
| Violett  | DNF                | Rennen nicht beendet (did not finish)                            |
| Violett  | NC                 | nicht klassifiziert (not classified)                             |
| Rot      | DNQ                | nicht qualifiziert (did not qualify)                             |
| Rot      | DNPQ               | in Vorqualifikation gescheitert (did not pre-qualify)            |
| Schwarz  | DSQ                | disqualifiziert (disqualified)                                   |
| Weiß     | DNS                | nicht am Start (did not start)                                   |
| Weiß     | WD                 | zurückgezogen (withdrawn)                                        |
| Hellblau | PO                 | nur am Training teilgenommen (practiced only)                    |
| Hellblau | TD                 | Freitags-Testfahrer (test driver)                                |
| ohne     | DNP                | nicht am Training teilgenommen (did not practice)                |
| ohne     | INJ                | verletzt oder krank (injured)                                    |
| ohne     | EX                 | ausgeschlossen (excluded)                                        |
| ohne     | DNA                | nicht erschienen (did not arrive)                                |
| ohne     | C                  | Rennen abgesagt (cancelled)                                      |
| ohne     | keine WM-Teilnahme |                                                                  |
| sonstige | P/fett             | Pole-Position                                                    |
| sonstige | 1/2/3/4/5/6/7/8    | Punktplatzierung im Sprint-/Qualifikationsrennen                 |
| sonstige | SR/kursiv          | Schnellste Rennrunde                                             |
| sonstige | *                  | nicht im Ziel, aufgrund der zurückgelegten Distanz aber gewertet |
| sonstige | ()                 | Streichresultate                                                 |
| sonstige | unterstrichen      | Führender in der Gesamtwertung                                   |